# Cepoy
Cepoy és un municipi francès, situat al departament del Loiret i a la regió de Centre – Vall del Loira. L'any 2007 tenia 2.308 habitants.

## Demografia

### Població
El 2007 la població de fet de Cepoy era de 2.308 persones. Hi havia 949 famílies, de les quals 275 eren unipersonals (101 homes vivint sols i 174 dones vivint soles), 315 parelles sense fills, 298 parelles amb fills i 61 famílies monoparentals amb fills.
La població ha evolucionat segons el següent gràfic:
Habitants censats

### Habitatges
El 2007 hi havia 1.116 habitatges, 968 eren l'habitatge principal de la família, 77 eren segones residències i 72 estaven desocupats. 1.065 eren cases i 47 eren apartaments. Dels 968 habitatges principals, 750 estaven ocupats pels seus propietaris, 200 estaven llogats i ocupats pels llogaters i 18 estaven cedits a títol gratuït; 7 tenien una cambra, 66 en tenien dues, 200 en tenien tres, 322 en tenien quatre i 374 en tenien cinc o més. 757 habitatges disposaven pel capbaix d'una plaça de pàrquing. A 472 habitatges hi havia un automòbil i a 363 n'hi havia dos o més.

### Piràmide de població
La piràmide de població per edats i sexe el 2009 era:
| Homes | Edats   | Dones |
| ----- | ------- | ----- |
| 0     | 95 o +  | 4     |
| 8     | 90 a 94 | 8     |
| 20    | 85 a 89 | 28    |
| 16    | 80 a 84 | 28    |
| 40    | 75 a 79 | 64    |
| 60    | 70 a 74 | 60    |
| 76    | 65 a 69 | 60    |
| 48    | 60 a 64 | 36    |
| 48    | 55 a 59 | 44    |
| 100   | 50 a 54 | 92    |
| 92    | 45 a 49 | 80    |
| 64    | 40 a 44 | 60    |
| 76    | 35 a 39 | 84    |
| 76    | 30 a 34 | 80    |
| 48    | 25 a 29 | 40    |
| 72    | 20 a 24 | 32    |
| 48    | 15 a 19 | 60    |
| 52    | 10 a 14 | 80    |
| 76    | 5 a 9   | 56    |
| 24    | 0 a 4   | 32    |

## Economia
El 2007 la població en edat de treballar era de 1.422 persones, 1.064 eren actives i 358 eren inactives. De les 1.064 persones actives 966 estaven ocupades (532 homes i 434 dones) i 97 estaven aturades (43 homes i 54 dones). De les 358 persones inactives 157 estaven jubilades, 97 estaven estudiant i 104 estaven classificades com a «altres inactius».

### Ingressos
El 2009 a Cepoy hi havia 1.012 unitats fiscals que integraven 2.428,5 persones, la mediana anual d'ingressos fiscals per persona era de 18.390 €.

### Activitats econòmiques
Dels 80 establiments que hi havia el 2007, 1 era d'una empresa extractiva, 2 d'empreses alimentàries, 1 d'una empresa de fabricació de material elèctric, 4 d'empreses de fabricació d'altres productes industrials, 16 d'empreses de construcció, 17 d'empreses de comerç i reparació d'automòbils, 5 d'empreses d'hostatgeria i restauració, 2 d'empreses immobiliàries, 11 d'empreses de serveis, 10 d'entitats de l'administració pública i 11 d'empreses classificades com a «altres activitats de serveis».
Dels 24 establiments de servei als particulars que hi havia el 2009, 2 eren tallers de reparació d'automòbils i de material agrícola, 1 taller d'inspecció tècnica de vehicles, 2 paletes, 3 guixaires pintors, 6 lampisteries, 2 electricistes, 2 perruqueries, 2 restaurants, 2 agències immobiliàries i 2 salons de bellesa.
Dels 6 establiments comercials que hi havia el 2009, 1 era una botiga de més de 120 m², 1 una botiga de menys de 120 m², 2 carnisseries, 1 una peixateria i 1 una joieria.

## Equipaments sanitaris i escolars
L'únic equipament sanitari que hi havia el 2009 era una farmàcia.
El 2009 hi havia 1 escola maternal i 1 escola elemental.

## Poblacions properes
El següent diagrama mostra les poblacions més properes.